# Tamándaro
Tamándaro es una localidad del estado mexicano de Michoacán. Es parte del municipio de Jacona.

## Toponimia
El nombre «Tamándaro» proviene de los términos en purépecha: tamanda, tronco cortado; ro, locativo. Su significado es «Lugar de los troncos cortados» o «Lugar donde cortan troncos».

## Demografía
| Gráfica de evolución demográfica |
|                                  |

| Censo | Población |
| ----- | --------- |
| 1900  | 178       |
| 1910  | 105       |
| 1921  | 129       |
| 1930  | 71        |
| 1940  | 49        |
| 1950  | 108       |
| 1960  | 100       |
| 1970  | 272       |
| 1980  | 361       |
| 1990  | 684       |
| 2000  | 1045      |
| 2010  | 1469      |
| 2020  | 1189      |